# Беломестнокриушинский сельсовет
Беломестнокриушинский сельсовет — муниципальное образование со статусом сельского поселения в составе Тамбовского района Тамбовской области России.
Административный центр — село Беломестная Криуша.

## История
В соответствии с Законом Тамбовской области от 17 сентября 2004 года № 232-З установлены границы муниципального образования и статус сельсовета как сельского поселения.

## Население
| 2010  | 2012  | 2013  | 2014  | 2015  | 2016  | 2017  |
| ----- | ----- | ----- | ----- | ----- | ----- | ----- |
| 2442  | ↗2466 | ↘2430 | ↗2435 | ↘2403 | ↘2317 | ↘2273 |
| 2018  | 2019  | 2020  | 2021  |       |       |       |
| ↘2244 | ↘2237 | ↘2202 | ↗2386 |       |       |       |

## Состав сельского поселения
| № | Населённый пункт              | Тип населённого пункта       | Население |
| - | ----------------------------- | ---------------------------- | --------- |
| 1 | Беломестная Криуша            | село, административный центр | ↘1307     |
| 2 | Госпитомник                   | посёлок                      | ↘105      |
| 3 | Козьмодемьяновка              | село                         | ↗271      |
| 4 | Красная Криуша                | село                         | ↘727      |
| 5 | Подсобное хозяйство СПТУ № 10 | посёлок                      | ↘32       |